# 安芸西条郵便局
安芸西条郵便局（あきさいじょうゆうびんきょく）は、広島県東広島市にある郵便局。民営化前の分類では集配普通郵便局であった。

## 概要
住所：〒739-8799 広島県東広島市西条栄町10-38

### 出張所
民営化前は以下の場所に出張所としてATMを設置していた。施設自体が閉鎖された西条プラザ内出張所以外は現在も同じ場所にATMがあるが、管理はゆうちょ銀行広島支店となっている。
- 西条プラザ内出張所
- 広島大学西条キャンパス内出張所 - 広島大学東広島キャンパス内
- フジグラン東広島内出張所
- ゆめタウン学園店内出張所
- ゆめタウン東広島内出張所

## 沿革
- 1872年1月14日（明治4年12月5日） - 西条郵便取扱所として開設[1]。
- 1875年（明治8年）1月1日 - 西条郵便局（五等）となる。
- 1880年（明治13年）12月25日 - 為替取扱を開始。
- 1881年（明治14年）6月15日 - 貯金取扱を開始。
- 1895年（明治28年）3月26日 - 西条郵便電信局となる。
- 1903年（明治36年）4月1日 - 通信官署官制の施行に伴い西条郵便局となる。
- 1961年（昭和36年）8月27日 - 電話交換、和文電報配達、国内欧文電報受付・配達および国際電報受付・配達業務を安芸西条電報電話局に移管[2]。
- 1966年（昭和41年）4月1日 - 安芸西条郵便局へ改称。特定郵便局から普通郵便局に局種改定。
- 1984年（昭和59年）10月1日 - 三永郵便局から集配業務を移管。
- 1992年（平成4年）8月3日 - 外国通貨の両替および旅行小切手の売買に関する業務取扱を開始。
- 1995年（平成7年）3月20日 - 郵便番号を〒724から〒739へ変更。
- 2007年（平成19年）10月1日 - 民営化に伴い、併設された郵便事業安芸西条支店に一部業務を移管。
- 2012年（平成24年）10月1日 - 日本郵便株式会社発足に伴い、郵便事業安芸西条支店を安芸西条郵便局に統合。

## 取扱内容
- 郵便、印紙、ゆうパック、内容証明
- 貯金、為替、振替、振込、国際送金、外貨両替・トラベラーズチェック、国債、投資信託
- 生命保険、バイク自賠責保険、自動車保険
- ゆうちょ銀行ATM
- 東広島市内の一部地域（西条地区：〒739-00xx、739-85xx、739-86xx、739-87xx）の集配業務
- ゆうゆう窓口

## 周辺
- 東広島市役所
- ハローズ東広島モール - 旧西条プラザ
- 国道375号
- 国道486号

## アクセス
- JR山陽本線 西条駅から徒歩約7分
- 芸陽バス 西条栄町停留所下車
- 山陽自動車道 西条ICから南西へ約2.5km
- 駐車場あり：6台